# Partido Nacional Reconstituido
El Partido Nacional Reconstituido (Herstigte Nasionale Party) es un partido político sudafricano que se formó como un grupo disidente de extrema derecha del ahora desaparecido Partido Nacional en 1969. El nombre del partido se abrevia comúnmente como HNP, aunque coloquialmente también se conocían como los Herstigtes.

## Historia
El HNP fue formado en 1969 por Albert Hertzog (hijo del ex primer ministro general Barry Hertzog) en protesta por la decisión del primer ministro B. J. Vorster de autorizar la presencia de jugadores y espectadores maoríes durante la gira del equipo de rugby de Nueva Zelanda en Sudáfrica en 1970. También estaba en contra del restablecimiento de las relaciones diplomáticas de Vorster con Malawi y el nombramiento de ese país de un embajador negro en Sudáfrica. El nombre fue elegido para rememorar las iniciales del desaparecido Partido Nacional Reunificado, el nombre utilizado por el Partido Nacional en la elección de 1948. Buscando un retorno al calvinismo como la base de Sudáfrica, el partido abogó por la segregación racial completa y la adopción del afrikáans como el único idioma oficial. La mayor parte de la membresía del nuevo partido estaba compuesta por afrikáneres de clase media baja y trabajadora de zonas rurales y pequeñas que se resintieron con lo que vieron como el Partido Nacional dedicando sus atenciones a las preocupaciones de las élites urbanas afrikáneres. El Afrikaner Broederbond negó la membresía a cualquier miembro del HNP.
El partido participó en las elecciones generales de 1970, aunque su campaña fue objeto de represiones y ataques del gobierno. Los 78 candidatos del partido fueron todos derrotados, incluidos sus cuatro miembros del Parlamento, todos los cuales habían sido miembros del Partido Nacional antes de desertar al nuevo HNP. El partido también presentó 50 escaños en las elecciones generales de 1974, pero no tuvo impacto en una elección en la que los reformistas avanzaron. Durante estas elecciones, el HNP boicoteó a la prensa de habla inglesa, ya que el partido se opuso al uso del idioma. También disputó tres elecciones parciales en 1975 y 1976 y disfrutó de cierto crecimiento, ocupando el segundo lugar por delante del Partido Unido en ambas ocasiones. El HNP capturó el 3.3% de los votos en las elecciones generales de 1977 antes de aumentar al 14.1% en 1981 a medida que el desencanto de la derecha con el NP creció, pero en ninguna ocasión ganó ningún escaño y sus votantes recién adquiridos pronto cambió su apoyo al Partido Conservador.
Eugène Terre'Blanche había sido miembro del HNP, pero rompió con el partido en 1973, después de desilusionarse con su adhesión a la política electoral. Luego estableció el paramilitar Movimiento de Resistencia Afrikáner. También difería del HNP en su creencia en el establecimiento de una patria blanca en Sudáfrica, algo que el HNP rechazó como innecesario.
Bajo el liderazgo de Jaap Marais, el partido surgió como una fuerza entre los sudafricanos blancos. En 1979, la evidencia de su potencial se demostró en una serie de elecciones parciales cuando parecía amenazar la posición del partido gobernante. A pesar de obtener el 14.1% de apoyo en las elecciones generales de 1981, el HNP nunca logró obtener escaños en el parlamento sudafricano en una elección general y siguió siendo solo una voz de oposición externa. Sin embargo, en octubre de 1985, el secretario general del partido, Louis Stofberg, ganó una elección parcial en Sasolburg.
El HNP se convirtió efectivamente en la voz principal de la extrema derecha, particularmente en 1989, cuando tanto el Movimiento de Resistencia Afrikáner como el Partido Boerestaat declararon su apoyo a Marais. El único contacto previo del HNP con otras formaciones había sido en 1985 cuando cooperó brevemente con el Partido Conservador para oponerse a la derogación de la Ley de Prohibición de Matrimonios Mixtos y la Ley de Enmienda de Inmoralidad por parte del gobierno de PW Botha.
En el escenario internacional, el HNP estableció una serie de contactos con grupos de extrema derecha en Europa y durante un tiempo durante la década de 1980 fue responsable de financiar la Liga de San Jorge con sede en el Reino Unido.  También estuvo estrechamente asociado con el Frente Nacional de Sudáfrica (SANF), una rama en el extranjero del Frente Nacional de Reino Unido. Entre 1980 y 1987, el partido financió el periódico de extrema derecha de habla inglesa South African Patriot, editado por los miembros de SANF John Hiddleston y luego Alan Harvey.
Mientras Sudáfrica administró Namibia hasta 1988, el partido estuvo activo en el país en oposición a la independencia y los derechos de los negros. Participó en la primera elección multiétnica en 1978, capturando el 1.8% de los votos, o el 10% del voto blanco. La elección resultó en una victoria aplastante para la Alianza Democrática de Turnhalle.
En las elecciones generales sudafricanas de 1989 su apoyo popular se desplomó al 0.25%.
El HNP se unió al Frente Popular Afrikáner del general Constand Viljoen en 1991, pero el frente se derrumbó en 1994 cuando muchos de los miembros se negaron a participar en las primeras elecciones multirraciales de Sudáfrica. El HNP se alejó de Viljoen y no se unió a su partido, el Frente de la Libertad. Como resultado, se ha convertido actualmente en una fuerza marginal en la Sudáfrica contemporánea, defendiendo la autodeterminación de los afrikáneres blancos y el regreso al apartheid verwoerdiano. El lema del partido ahora es "Dié Land is ons Land" (Esta tierra es nuestra tierra). 
Jaap Marais murió en 2000, y fue reemplazado como líder por Willie Marais. Willie Marais murió en diciembre de 2007 y fue reemplazado por Japie Theart.  El actual líder es Andries Breytenbach.

## Ideología
Cuando se fundó, el HNP enfatizó sobre todo su identidad afrikáner, atacando la inmigración, buscando rebajar la importancia del idioma inglés y respaldando el apartheid. El partido también lanzó un ataque contra el materialismo que sentía que se estaba apoderando de la sociedad sudafricana y, por lo tanto, trató de presentarse como la voz de los afrikáneres de la clase trabajadora. Con frecuencia atacaba el "liberalismo" del régimen del Partido Nacional, argumentando que estaba diluyendo gradualmente el apartheid y ofreciendo demasiadas concesiones a los no blancos.
El partido rechaza el concepto de Volkstaat, reclamando toda Sudáfrica para el pueblo afrikáner. Cree que los intereses de la población negra se cumplirán suficientemente en los antiguos bantustanes. El HNP también enfatiza la importancia del calvinismo para la identidad sudafricana.
El partido no reconoce el nuevo orden en Sudáfrica y, como resultado, alienta a las personas a no votar como parte de su política de resistencia.

## Resultados electorales
|  | 3.59 % |

|  | 3.93 % |

|  | 3.26 % |

|  | 14.17 % |

|  | 3.01 % |

|  | 0.25 % |